# Omolabus innotatus
Omolabus innotatus es una especie de coleóptero de la familia Attelabidae.

## Distribución geográfica
Habita en la Guayana Francesa (América).